# 玛格丽塔王后桥
41°54′35″N 12°28′21″E / 41.909703°N 12.472433°E
玛格丽塔王后桥（Ponte Regina Margherita）是意大利罗马台伯河上的一座桥梁，连接自由广场与昂乐河岸，战神广场区与普拉蒂区。
该桥由建筑师Angelo Vescovali设计，建于1886年至1891年，献给意大利的第一位王后萨沃伊的玛格丽塔。这座桥是普拉蒂区和人民广场之间的直接联系。这是许多世纪以来在台伯河上建造的第一座石桥。
该桥长约110米，有三个石灰华桥拱。